# Hello! Project presents...「Premier seat」〜つばきファクトリー Premium〜
『Hello! Project presents...「Premier seat」〜つばきファクトリー Premium〜』（ハロー!プロジェクト プレゼンツ プレミアシート つばきファクトリー プレミアム）は、つばきファクトリーのライブビデオ。2021年1月27日にアップフロントワークス（zetimaレーベル）から発売。

## 概要
- 本作は前作『つばきファクトリー ライブツアー2019春・爛漫 メジャーデビュー2周年スペシャル』と異なり、Blu-ray盤のみでリリース[1]。
- 2020年10月よりdTVチャンネルにて放送されていたハロー!プロジェクト各グループがライブパフォーマンスをする番組「Hello! Project presents...『Premier seat』」の中から、つばきファクトリー収録分を編集、さらに未放送楽曲も数曲追加してBlu-rayに収録[2]。

## 収録内容
1. OPENING
2. イマナンジ?
3. 意識高い乙女のジレンマ
4. MC
5. 青春まんまんなか!
6. 低温火傷
7. 雪のプラネタリウム
8. MC
9. うるわしのカメリア / 新沼希空・谷本安美・小野田紗栞
10. 春恋歌 / 山岸理子・小野瑞歩
11. ふわり、恋時計 / 岸本ゆめの・浅倉樹々・秋山眞緒
12. MC
13. 笑って
14. 初恋サンライズ
15. 表面張力〜Surface Tension〜
16. 三回目のデート神話
17. MC
18. 断捨ISM
19. 今夜だけ浮かれたかった
20. 帰ろう レッツゴー!

### 特典映像
1. バックステージ映像